# Triumfetta simplicifolia
Triumfetta simplicifolia là một loài thực vật có hoa trong họ Cẩm quỳ. Loài này được (Sessé & Moc.) Fryxell miêu tả khoa học đầu tiên năm 1998.